# La extraña pareja, otra vez
The Odd Couple II, o La extraña pareja, otra vez, es una película estadounidense dirigida por Howard Deutch y estrenada en 1998. Es la continuación de La extraña pareja, estrenada treinta años antes, en 1968, con los mismos actores principales. La película reúne por última vez a Jack Lemmon y Walter Matthau en la pantalla.

## Argumento
Oscar Madison (Walter Matthau) y Felix Ungar (Jack Lemmon) no se han visto en más de 17 años. Ahora, sus hijos , Brucey Madison (Jonathan Silverman) y Hannah Ungar (Lisa Waltz), que residen en California, se casarán, evento al que los dos amigos évidemente irán. Oscar hace el viaje desde su residencia de jubilados en Florida y Felix desde Manhattan. Se encuentran en el aeropuerto de Los Ángeles desde donde irán a San Malino, localidad donde tendrá lugar la ceremonia, con un auto alquilado. Pero en su efusivo encuentro en el aeropuerto, Felix se tuerce el tobillo: es el comienzo de una larga serie de catástrofes.
Cuando los dos cómplices discuten al borde de la carretera, su coche baja por una pendiente y explota. Haciendo dedo una camioneta cargada de frutas conducida por un mexicano los lleva, pero en un control policial, se dan cuenta de que también transportaban inmigrantes clandestinos. Felix y Oscar se encuentran en la prisión del sheriff local. Absueltos rápidamente, continúan su periplo al día siguiente con un señor mayor que los ha invitado a bordo de su Rolls-Royce de colección. Este muere de repente al volante de su coche durante el trayecto y los dos amigos, de nuevo sospechosos equivocadamente, se encuentran una vez más en el despacho del sheriff local. Y, después de haber flirteado con dos cantantes de rock (interpretadas por Jean Smart y Christine Baranski) y haber conocido a sus amigos, Felix y Oscar se encuentran una vez más con el mismo sheriff a punto de un ataque de nervios. Cansado, los hace escoltar hasta su destino final, donde encuentran finalmente a los suyos.

## Reparto
- Jack Lemmon: Felix Ungar
- Walter Matthau: Oscar Madison
- Lisa Waltz: Hannah Ungar
- Jonathan Silverman: Brucey Madison